# Milo a Murphyho zákon
Milo a Murphyho zákon (v anglickém originále Milo Murphy's Law; původní název Mikey Murphy's Law) je americký animovaný televizní seriál od tvůrců seriálu Phineas a Ferb, Dana Povenmira a Jeffa "Swampyho" Marshe, který měl premiéru 3. října 2016 na stanici Disney XD. Seriál se točí kolem postavy Mila Murphyho, který je potomkem Edwarda A. Murphyho Jr., po němž jsou pojmenované Murphyho zákony. Odehrává se ve stejném vesmíru jako Phineas a Ferb, v některých epizodách se vyskytuje několik odkazů na tento seriál a Phineas a Ferb se dokonce objevili v prvních dvou dílech druhé řady.
Dne 28. února 2017 byl seriál prodloužen o druhou řadu.

## Obsazení

### Hlavní postavy
- "Weird Al" Yankovic / Radek Škvor jako Milo Murphy
- Sabrina Carpenter / Johana Krtičková jako Melissa Chase[5]
- Mekai Curtis / Oldřich Hajlich jako Zack Underwood[5]

### Vedlejší postavy

#### Murphyho rodina
- Diedrich Bader jako Martin Murphy, Nate Murphy
- Pamela Adlon jako Brigette Murphy
- Kate Micucci / Anežka Saicová jako Sara Murphy
- Dee Bradley Baker jako Diogee Ex Machina Murphy / Diogee
- Grey Griffin jako Laura Murphy
- Fred Willard jako děda Murphy (Grandpa Murphy)
- Shelley Long jako babička Murphy (Grandma Murphy)
- Diedrich Bader jako Sheriff Murphy

#### Cestovatelé v čase
- Mark Hamill jako Mr. Block
- Eileen Galindo jako Gretchen
- Ming-Na Wen jako agentka Savannah
- Brett Dalton jako agent Brick
- Jeff "Swampy" Marsh jako Balthazar Cavendish
- Dan Povenmire jako Vinnie Dakota

#### Jefferson County Middle School
- Mackenzie Phillips jako Elizabeth Milder / ředitelka Milder
- Laraine Newman jako Ms. White
- Sarah Chalke jako Mrs. Murawski
- Kevin Michael Richardson jako trenér Nolan Mitchell
- Michael Culross jako Kyle Drako
- Leah Remini jako Ms. Baxter
- Christian Slater jako Elliot Decker
- Vincent Martella jako Bradley Nicholson

- Chrissie Fit jako Amanda Lopez
- Greg Cipes jako Mort Schaeffer
- Django Marsh jako Chad
- Phoebe S. Hughes jako Joni
- Alyson Stoner jako Lydia
- Nathaniel Semsen jako Nick

### Antagonisté
- Rhys Darby jako král Pistácion (King Pistachion)
- Dee Bradley Baker jako Derek, Jerry
- Joel McHale jako Victor Verliezer
- Landry Bender jako Wendy

### Další postavy
- Vanessa Williams jako Eileen Underwood[5]
- Phil LaMarr jako Marcus Underwood
- Jemaine Clement jako Orton "Doctor Hankry Zone / Doctor Zone" Mahlson
- Sophie Winkleman jako Časoop (Time Ape)[2]
- Alyson Stoner jako Kris
- Mitchel Musso jako Wally
- Scott Peterson jako Scott
- Dan Povenmire jako Edward Garner
- Adrian Pasdar jako Richard Chase

- Tyler Alexander Mann jako Max
- Danica McKellar jako Veronica
- Ariel Winter jako Jackie
- Slash jako Saul Hudson / Slash
- Peter Stormare jako Tobias Trollhammer
- Romi Dames jako Brulee twin sisters
- Rob Morrow jako Mr. Brulee
- Scott Peterson jako Scott
- John Hodgman jako Foreman
- Barry Bostwick jako Clyde Rickenbacker
- Wayne Brady jako Eugene
- Dee Bradley Baker jako Jim, Josh
- Jim Hanks jako Wilson
- Debbon Ayer jako Mrs. Brulee
- Haley Tju jako Lola Sunderguard
- Jack McBrayer jako The Captain
- Clancy Brown jako Javier
- Thomas Lennon jako Henry
- Maulik Pancholy jako Neal
- Olivia Olson jako Hostitelka (The Host)
- Jonathan Mangum jako Fernando
- Kevin Michael Richardson jako Corporal Wolinsky
- Peter Fonda jako Režisér

### Phineas a Ferb
- Vincent Martella jako Phineas Flynn
- Thomas Brodie-Sangster jako Ferbs "Ferb" Fletcher
- Ashley Michelle Tisdale jako Candace Gertrude Flynn
- Dee Bradley Baker jako ptakopysk Perry (Perry the Platypus) / Agent P
- Alyson Rae Stoner jako Isabella Garcia-Shapiro
- Dan Povenmire jako Dr. Heinz Dutošvarc (Dr. Heinz Doofenshmirtz)
- Bobby Gaylor jako Buford Van Stomm
- Maulik Pancholy jako Baljeet Tjinder
- Jeff "Swampy" Marsh jako Major Francis Monogram
- Tyler Alexander Mann jako Carl Karl
- Mitchel Musso jako Jeremy Johnson

## Řady
| Řada | Díly | Premiéra v USA | Premiéra v USA   | Premiéra v ČR (ČT :D) | Premiéra v ČR (ČT :D) | Premiéra v ČR   | Premiéra v ČR   |
| Řada | Díly | První díl      | Poslední díl     | První díl             | Poslední díl          | První díl       | Poslední díl    |
| ---- | ---- | -------------- | ---------------- | --------------------- | --------------------- | --------------- | --------------- |
| 1    | 20   | 3. října 2016  | 2. prosince 2017 | 2. září 2020          | 22. září 2020         | 13. května 2017 | 10. března 2018 |
| 2    | 20   | 5. ledna 2019  | 18. května 2019  | 23. září 2020         | 12. října 2020        | 1. března 2021  | 25. března 2021 |

## Phineas a Ferb crossover speciál
Dne 21. července 2017 byl oznámen crossover speciál se seriálem Phineas a Ferb.

## Vysílání
V Kanadě měl seriál premiéru na stanici Disney XD 17. října 2016. Ve Spojeném království a Irsku byla vysílána předpremiéra na stanici Disney Channel 2. prosince 2016 a na stanici Disney XD 12. prosince 2016. Celá série měla premiéru 3. dubna 2017 a v září 2017 na každém příslušném kanálu. Seriál měl premiéru na kanálech Disney XD v Austrálii a na Novém Zélandu 4. února 2017 a v subsaharské Africe 18. března 2017. V Jihovýchodní Asii debutoval na kanálech Disney Channel 10. února 2017 a v Indii 21. srpna 2017.